# Marc Burg
 (juillet 2023).
Si vous disposez d'ouvrages ou d'articles de référence ou si vous connaissez des sites web de qualité traitant du thème abordé ici, merci de compléter l'article en donnant les références utiles à sa vérifiabilité et en les liant à la section « Notes et références ».
Pour les articles homonymes, voir Burg.
Marc Burg, né à Saint-Avold (Moselle) le 26 février 1961, est un haut fonctionnaire français.

## Biographie

### Formation
Marc Burg allie un cursus universitaire, notamment en droit public et en science politique, avec le grade de docteur en science politique, à une formation professionnelle diversifiée, notamment dans les domaines de la sécurité et de la défense.
Il est titulaire d'une licence en droit ainsi que d'une maîtrise en sciences politiques. Diplômé de l'Institut d'études politiques de Strasbourg section Secteur Public en 1985, il a également un diplôme d'Études Approfondies en Sciences Politiques, un DESS d'Aménagement et Défense et un DEA de Droit Public où il s'est distingué en étant major de sa promotion. Marc Burg a poursuivi ses études pour obtenir un doctorat en Science Politique.
En 1986, Marc Burg est Major de l'Ecole nationale supérieure de la police de Saint-Cyr-au-Mont-d'Or.
Il a également acquis une expérience en étant auditeur auprès de plusieurs institutions, notamment de l'Institut des hautes études de défense nationale (IHEDN), le Cours supérieur d'études territoriales (CSET3 ESCP Europe) et de l'Institut national des hautes études de la sécurité et de la justice (INHESJ).

### Carrière professionnelle
Au départ commissaire de police à Haguenau (Bas-Rhin) en 1986, il devient en 1990 professeur en droit de la fonction publique à l'École nationale supérieure de la police à Saint-Cyr-au-Mont-d'Or et chargé d'enseignement de droit public à la faculté de droit de Lyon.
À partir de 1994, il est nommé sous-préfet à différents postes : directeur de cabinet du préfet de l'Allier en 1994, directeur de cabinet du préfet de Corse en 1995, directeur de cabinet du préfet de la région Rhône-Alpes, secrétaire général de la préfecture de l'Ain, chargé de l'arrondissement de Bourg-en-Bresse en 2000, sous-préfet de l'arrondissement de La Tour-du-Pin (Isère) en 2002, secrétaire général de la préfecture de Meurthe-et-Moselle, chargé de l'arrondissement de Nancy en 2004, puis, en 2007, sous-préfet de l'arrondissement de Valenciennes.
Il est ensuite nommé préfet, d'abord en 2010 préfet délégué pour la défense et la sécurité auprès du préfet de la région Aquitaine puis, en 2012, il accède à la préfecture de Lot-et-Garonne.
Le 29 mai 2013, il est nommé préfet hors cadre, chargé de mission au ministère de l'Intérieur.
En 2013, il coopère au sein du Ministère de l'Intérieur à l'élaboration d'un plan national de lutte contre les vols à main armée et les cambriolages. Il est chargé de la coordination de ce plan entre 2014 et 2015. Les vols à main armée baisseront de 21 % de 2013 à 2015. Les cambriolages des habitations principales -objectif majeur du plan- baisseront de 7 % durant cette même période.
En 2014 et 2015, il représente le Ministère de l'Intérieur au sein de la Mission Nationale pour l'Art et la Culture dans l'Espace Public (MNACEP). Il intervient entre autres, dans la rédaction d'une réflexion relative à l'art de la rue et l'ordre public.
En 2015 et 2016 il est missionné par le Ministère de l'Intérieur pour élaborer « un panorama prospectif du secteur de la sécurité privée , à l'horizon 2025 ». Il y présente 29 pistes de réflexion.
Depuis 2017, il met en œuvre les séminaires de présentation  des retours d'expérience (ordre public, sécurité civile, événements majeurs, terrorisme, gestion de crise...) à destination des préfets. Il rédige un vade mecum  relatif au maintien de l'ordre public à destination du corps préfectoral .
En 2019, il est chargé par le directeur de cabinet du ministre de l'Intérieur de suivre la préparation de l'organisation du G7 de Biarritz .

### Enseignement et recherche
Marc Burg s'est également investi au plan de l'enseignement et de la recherche universitaire. Depuis 2014, il est chargé de conférences à Sciences po Paris, sur le campus international de Nancy. Professeur associé à l'Université de Lorraine , il dirige  notamment le Diplôme Universitaire de sécurité intérieure à la faculté de droit, des sciences économiques et de gestion de Nancy.
Il collabore dans nombre de revues  juridiques, essentiellement de droit public (AJDA, JCPA, RGD, Civitas Europa). Il est l'auteur du " droit fondamental et opérationnel du maintien de l'ordre public" (PUN , 2020), du "droit des risques technologiques" (Legitech, 2020) et du "droit des armes" (Legitech, 2020).

## Récompenses et distinctions
Marc Burg est chevalier de l'Ordre national du mérite depuis le 18 juillet 2001.